# Liste der Kantone im Département Ain
Das Département Ain liegt in der Region Auvergne-Rhône-Alpes in Frankreich. Es untergliedert sich in vier Arrondissements mit 23 Kantonen (französisch cantons).
Siehe auch: Liste der Gemeinden im Département Ain

## Kantone
| Kanton                   | Gemeinden | Einwohner 1. Januar 2022 | Fläche km² | Dichte Einw./km² | Code INSEE | Arrondissement(e) |
| ------------------------ | --------- | ------------------------ | ---------- | ---------------- | ---------- | ----------------- |
| Ambérieu-en-Bugey        | 18        | 31.885                   | 218,70     | 146              | 0101       | Belley            |
| Attignat                 | 18        | 25.552                   | 274,75     | 93               | 0102       | Bourg-en-Bresse   |
| Belley                   | 33        | 25.322                   | 341,24     | 74               | 0104       | Belley            |
| Bourg-en-Bresse-1        | 1 ⁄2      | 35.813                   | 61,86      | 579              | 0105       | Bourg-en-Bresse   |
| Bourg-en-Bresse-2        | 3 1⁄2     | 26.644                   | 44,54      | 598              | 0106       | Bourg-en-Bresse   |
| Ceyzériat                | 22        | 26.838                   | 382,31     | 70               | 0107       | Bourg-en-Bresse   |
| Châtillon-sur-Chalaronne | 26        | 31.157                   | 356,67     | 87               | 0108       | Bourg-en-Bresse   |
| Gex                      | 7         | 33.936                   | 98,27      | 345              | 0109       | Gex               |
| Lagnieu                  | 25        | 35.533                   | 361,02     | 98               | 0111       | Belley            |
| Meximieux                | 15        | 34.726                   | 221,79     | 157              | 0112       | Bourg-en-Bresse   |
| Miribel                  | 8         | 30.210                   | 85,42      | 354              | 0113       | Bourg-en-Bresse   |
| Nantua                   | 17        | 21.646                   | 221,41     | 98               | 0114       | Nantua            |
| Oyonnax                  | 2         | 25.860                   | 59,86      | 432              | 0115       | Nantua            |
| Plateau d’Hauteville     | 26        | 22.039                   | 633,44     | 35               | 0110       | Belley, Nantua    |
| Pont-d’Ain               | 24        | 22.358                   | 308,40     | 72               | 0116       | Nantua            |
| Replonges                | 31        | 31.348                   | 432,65     | 72               | 0117       | Bourg-en-Bresse   |
| Saint-Étienne-du-Bois    | 26        | 22.946                   | 457,16     | 50               | 0118       | Bourg-en-Bresse   |
| Saint-Genis-Pouilly      | 4         | 40.098                   | 32,26      | 1.243            | 0119       | Gex               |
| Thoiry                   | 16        | 30.736                   | 274,32     | 112              | 0120       | Gex               |
| Trévoux                  | 12        | 34.596                   | 67,82      | 510              | 0121       | Bourg-en-Bresse   |
| Valserhône               | 12        | 21.657                   | 225,76     | 96               | 0103       | Nantua            |
| Villars-les-Dombes       | 25        | 35.400                   | 390,44     | 91               | 0122       | Bourg-en-Bresse   |
| Vonnas                   | 19        | 24.989                   | 212,49     | 118              | 0123       | Bourg-en-Bresse   |
| Département Ain          | 391       | 671.289                  | 5.762,58   | 116              | 01         | –                 |

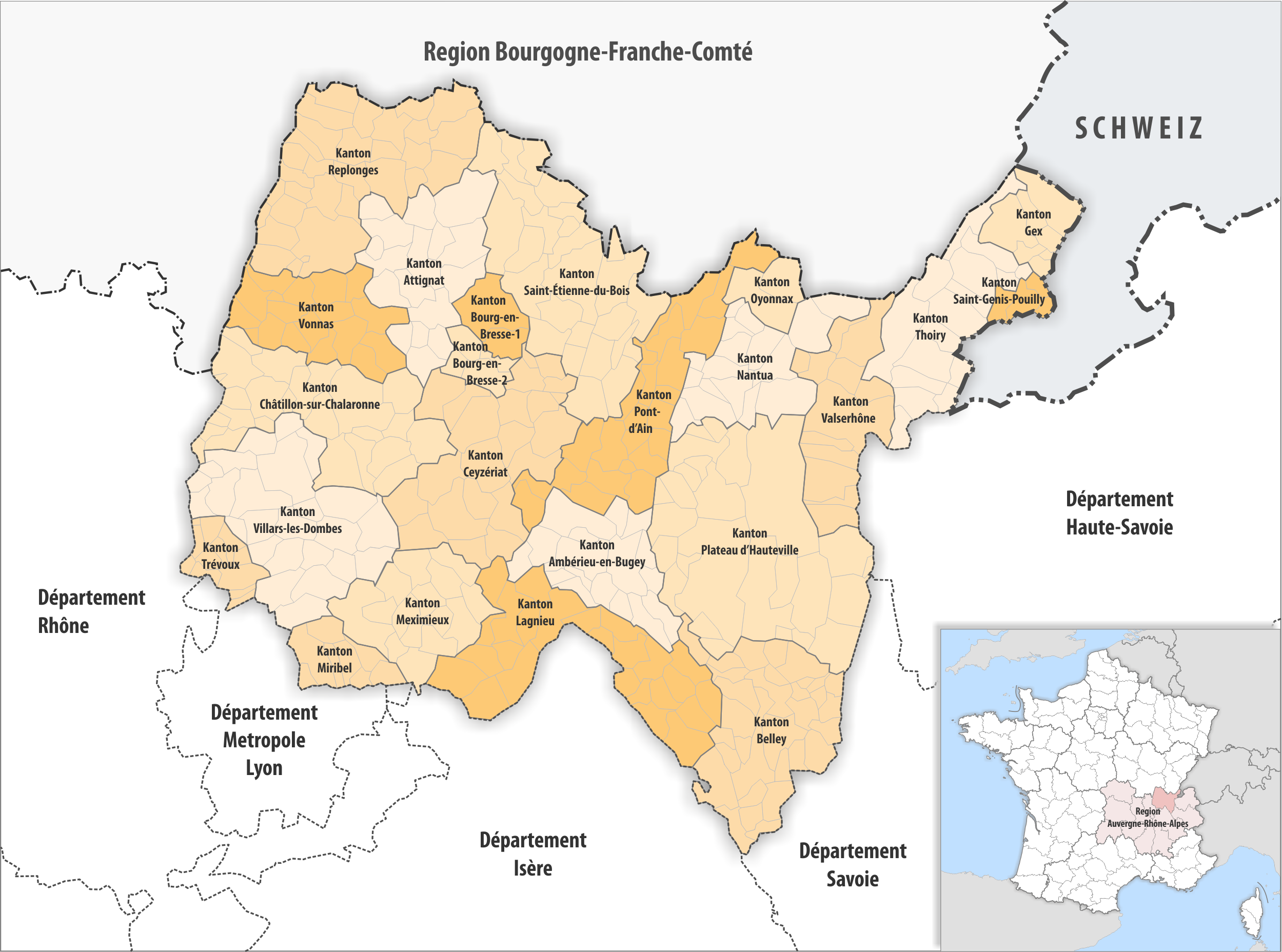
Gemeinden und Kantone im Département Ain

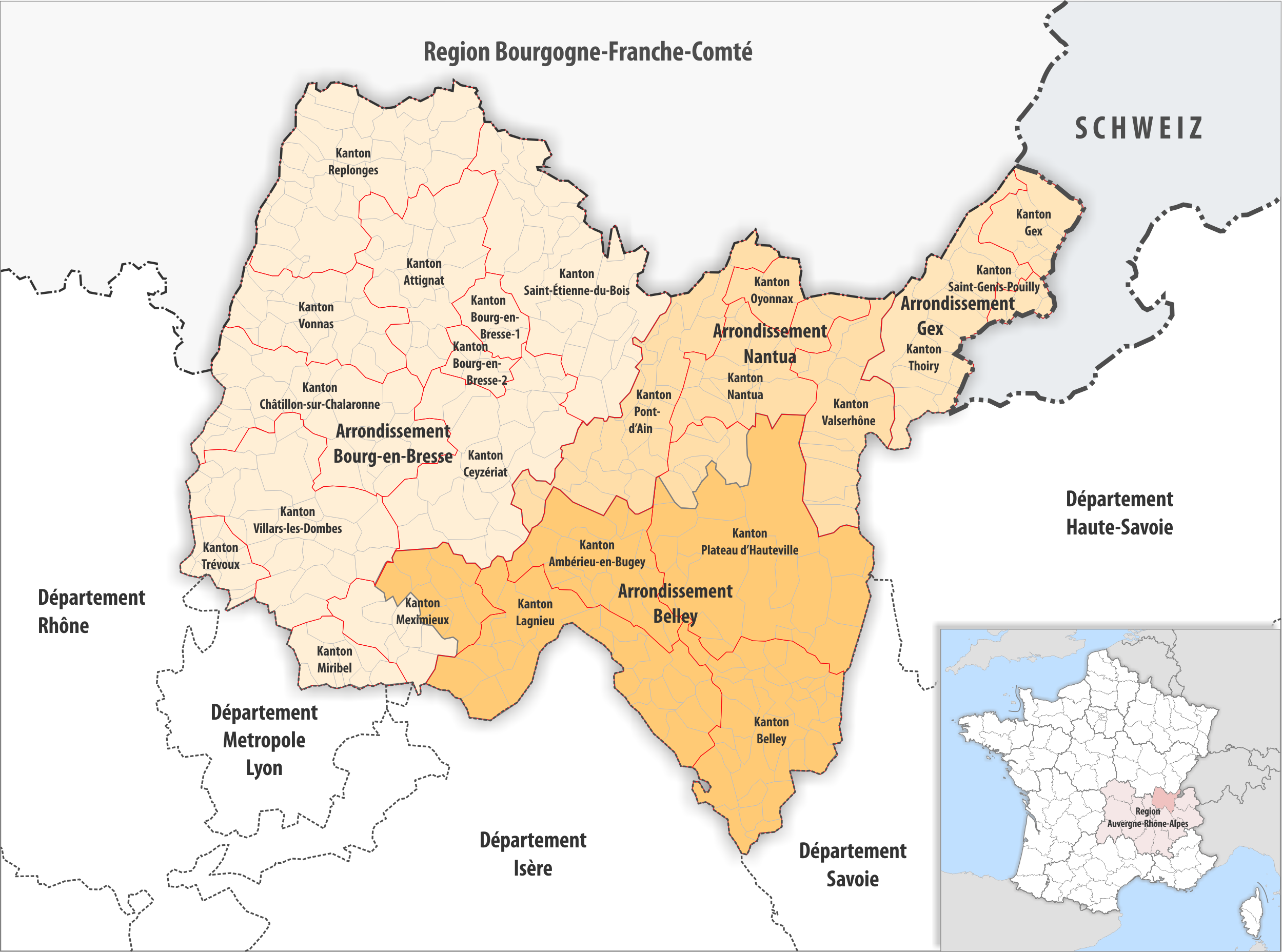
Gemeinden, Arrondissemente und Kantone im Département Ain

Mehrere Kantone umschließen Gemeinden aus verschiedenen Arrondissements.

### Ehemalige Kantone
Vor der landesweiten Neuordnung der Kantone im März 2015 teilte sich das Département in 43 Kantone:
| Arrondissement  | Kantone |
| --------------- | --- |
| Belley          | Ambérieu-en-Bugey, Belley, Champagne-en-Valromey, Hauteville-Lompnes, Lagnieu, Lhuis, Saint-Rambert-en-Bugey, Seyssel und Virieu-le-Grand |
| Bourg-en-Bresse | Bâgé-le-Châtel, Bourg-en-Bresse-Est, Bourg-en-Bresse-Nord-Centre, Bourg-en-Bresse-Sud, Ceyzériat, Chalamont, Châtillon-sur-Chalaronne, Coligny, Meximieux, Miribel, Montluel, Montrevel-en-Bresse, Péronnas, Pont-d’Ain, Pont-de-Vaux, Pont-de-Veyle, Reyrieux, Saint-Trivier-de-Courtes, Saint-Trivier-sur-Moignans, Thoissey, Treffort-Cuisiat, Trévoux, Villars-les-Dombes und Viriat |
| Gex             | Collonges, Ferney-Voltaire und Gex |
| Nantua          | Bellegarde-sur-Valserine, Brénod, Izernore, Nantua, Oyonnax-Nord, Oyonnax-Sud, Poncin |